# Upper Sheringham
Upper Sheringham is een civil parish in het bestuurlijke gebied North Norfolk, in het Engelse graafschap Norfolk met 209 inwoners.